# Пужоль, Антонио
Абель Антонио Пужоль (Пуйоль) Хименес (исп. Antonio Pujol; 1913—1995) — мексиканский художник. Живописец, график, литограф, карикатурист и муралист. Политический активист, участник коммунистического движения.

## Биография
Сын испанского эмигранта, прибывшего в Мексику с Балеарских островов, мелкого землевладельца, владевшего фермой. В 1929 г. А. Пужоль отправился в Мехико, где получил образование художника в Академии Сан-Карлос.
В 1933 г. стал членом недавно основанной Лиги революционных писателей и художников Мексики (Liga de Escritores y Artistas Revolucionarios) вместе с Пабло О´Хиггинсом, Мигелем Тсабом, Марион и Грэйс Гринвудами. Ученик Давида Сикейроса. Свои первые фрески он создал на рынке Абелардо Родригеса в Мехико.
Участник I конгресса американских художников против войны и фашизма в Нью-Йорке (1936), вместе с Давидом Сикейросом, некоторое время жил в США, где они организовали экспериментальную художественную мастерскую. Вместе с Сикейросом Пужоль работал над «муралом» (фреской) для здания клуба профсоюза электриков («Electrician Syndicate») в Мехико в 1939—1940-х годах.
Участник Гражданской войны в Испании. С 1937 года — доброволец интернациональных бригад на стороне республиканцев.
После возвращения в Мексику, стал членом «Мастерской народной графики», общества мексиканских художников-графиков, которое ставило своей целью служение идеям мексиканской революции и поддержки либерального правительства в проведении реформ.
В мае 1940 года вместе с Сикейросом участвовал в неудачном покушении на жизнь Л. Троцкого. После громких событий поменял фамилию и бежал в Уругвай — в Мексике Пужоль окажется лишь 20 лет спустя.
В 1940 году переехал в Монтевидео, где женился. Вернулся в Мексику в 1960 году.

## Творчество
Творческого пика Антонио Пуйоль достиг во время гражданской войны в Испании (1936—1937). Автор политических карикатур, цикла авторских литографий, созданного в 1937 г. в Мадриде, посвящённого памяти брата Мигеля, замученного фашистами. Его литографии выпускались в виде отдельных листов большого формата (68×50см) на плотной бумаге и выставлялись в витринах, как своего рода политические плакаты.